# Шавгулідзе Шота Йосипович
Шота Йосипович Шавгулідзе (груз. შოთა შავგულიძე; нар. 10 березня (23 березня) 1915, Галі, Кутаїська губернія, Кавказьке намісництво, Російська імперія — пом. 22 січня 1963, Тбілісі, Грузинська РСР) — грузинський футболіст, захисник. Заслужений майстер спорту СРСР.
У дванадцять років прийшов до футбольної секції тифліського «Динамо». З 1931 року — гравець основної команди, виступав у захисті. Один з найсильніших гравців «Динамо» довоєнного часу. 1935 року партнери обрали його капітаном клубу. Другий призер чемпіонатів СРСР — 1939, 1940, третій — 1936 (осінь). Фіналіст двох розіграшів національного кубка — 1936, 1937. Переможець другого дивізіону в першому чемпіонаті СРСР серед клубних команд. Перший з грузинських футболістів був нагороджений державною нагородою (орден «Знак Пошани», 1937) і отримав спортивне звання «Заслужений майстер спорту СРСР» (1941). Кольори тбіліського колективу захищав до 1940 року. Всього провів 91 ліговий матч (у тому числі 85 — в елітному дивізіоні).
З 1933 по 1939 рік захищав кольори збірних Тбілісі, Грузії й Закавказзя. Чемпіон Закавказзя 1934, 1935. Учасник турне збірної Закавказзя по Скандинавії (1935). Проти збірної Країни Басків влітку 1937 року провів три матчі (у складах московського і тбіліського «Динамо», а також збірної Грузії).
1940 року закінчив тренерські курси. У двох перших повоєнних сезонах був помічником старшого тренера «Динамо» Андрія Жорданії (третє місце у чемпіонаті-46). З 1947 по 1961 рік — директор стадіону «Динамо». З червня 1961 по травень 1962 року працював на посаді начальника команди «Динамо» (Тбілісі).